# A52-es autópálya (Németország)
Az A52-es autópálya (németül: Bundesautobahn 52) egy autópálya Németországban. Hossza 113 km.